# فريبورت
فريبورت (بالإنجليزية: Freeport, Texas)‏ هي مدينة تقع في مقاطعة برازوريا، تكساس بولاية تكساس في شمال شرق الولايات المتحدة. تأسست عام 1917، تبلغ مساحة هذه المدينة 34.3 (كم²)، وترتفع عن سطح البحر 0 م، بلغ عدد سكانها 12049 نسمة في عام 2000 حسب إحصاء مكتب تعداد الولايات المتحدة وتصل الكثافة السكانية فيها 413 نسمة/كم2.

## التركيبة السكانية
حدّد مكتب تعداد الولايات المتحدة بيانات التركيبة السكانية لفريبورت في تعداد الولايات المتحدة. في ما يلي، التركيبة السكانية حسب تعدادي 2000 و2010.

### تعداد عام 2000
بلغ عدد سكان فريبورت 12,708 نسمة بحسب تعداد عام 2000، وبلغ عدد الأسر 4,163 أسرة وعدد العائلات 3,099 عائلة مقيمة في المدينة. في حين سجلت الكثافة السكانية 277.2 نسمة لكل كيلومتر مربع (717.9/ميل2). وبلغ عدد الوحدات السكنية 4,841 وحدة بمتوسط كثافة قدره 105.6 لكل كيلومتر مربع (273.5/ميل2).
وتوزع التركيب العرقي للمدينة بنسبة 61.55% من البيض و13.38% من الأمريكيين الأفارقة و0.56% من الأمريكيين الأصليين و0.35% من الأمريكيين ذوي الأصول الآسيوية و0.01% من سكان جزر المحيط الهادئ و20.91% من الأعراق الأخرى و3.24% من عرقين مختلطين أو أكثر و52.05% من الهسبانيون أو اللاتينيون من أي عرق.
بلغ عدد الأسر 4,163 أسرة كانت نسبة 51.7% منها لديها أطفال تحت سن الثامنة عشر تعيش معهم، وبلغت نسبة الأزواج القاطنين مع بعضهم البعض 51.6% من أصل المجموع الكلي للأسر، ونسبة 16.8% من الأسر كان لديها معيلات من الإناث دون وجود شريك،  بينما كانت نسبة 6% من الأسر لديها معيلون من الذكور دون وجود شريكة وكانت نسبة 25.6% من غير العائلات. تألفت نسبة 21.6% من أصل جميع الأسر من عدة أفراد يعيشون في نفس المنزل ونسبة 7.9% كانت تتألف من شخص يعيش بمفرده يبلغ من العمر 65 عاماً أو أكثر. وبلغ متوسط حجم الأسرة المعيشية 3.05، أما متوسط حجم العائلات فبلغ 3.59.
بلغ العمر الوسطي للسكان 27.4 عاماً. وكانت نسبة 35.7% من القاطنين تحت سن الثامنة عشر، وكانت نسبة 10.9% بين الثامنة عشر والرابعة والعشرين عاماً، ونسبة 28.4% كانت واقعةً في الفئة العمرية ما بين الخامسة والعشرين والرابعة والأربعين عاماً، ونسبة 16.8% كانت ما بين الخامسة والأربعين والرابعة والستين، ونسبة 8.1% كانت ضمن فئة الخامسة والستين عاماً فما فوق. يوجد لكل 100 أنثى 99.8 ذكر، ويوجد لكل 100 أنثى في الثامنة عشر من عمرها فما فوق 96.9 ذكر.
بلغ متوسط دخل الأسرة في المدينة 30,245 دولارًا، أما متوسط دخل العائلة فبلغ 32,421 دولارًا. وكان متوسط دخل الذكور 30,714 دولارًا مقابل 17,028 دولارًا للإناث. وسجل دخل الفرد الخاص بالمدينة 12,426 دولارًا. وكانت نسبة 22.3% من العائلات ونسبة 22.9% من السكان تحت خط الفقر، وكان من هؤلاء نسبة 28.5% تحت سن الثامنة عشر ونسبة 7.2% في الخامسة والستين من العمر وما فوق.

### تعداد عام 2010
بلغ عدد سكان فريبورت 12,049 نسمة بحسب تعداد عام 2010، وبلغ عدد الأسر 3,827 أسرة وعدد العائلات 2,896 عائلة مقيمة في المدينة. في حين سجلت الكثافة السكانية 262.8 نسمة لكل كيلومتر مربع (680.6/ميل2). وبلغ عدد الوحدات السكنية 4,668 وحدة بمتوسط كثافة قدره 101.8 لكل كيلومتر مربع (263.7/ميل2).
وتوزع التركيب العرقي للمدينة بنسبة 64.98% من البيض و12.18% من الأمريكيين الأفارقة و0.79% من الأمريكيين الأصليين و0.50% من الأمريكيين ذوي الأصول الآسيوية و0.01% من سكان جزر المحيط الهادئ و17.14% من الأعراق الأخرى و4.42% من عرقين مختلطين أو أكثر و59.95% من الهسبانيون أو اللاتينيون من أي عرق.
بلغ عدد الأسر 3,827 أسرة كانت نسبة 50.1% منها لديها أطفال تحت سن الثامنة عشر تعيش معهم، وبلغت نسبة الأزواج القاطنين مع بعضهم البعض 46.8% من أصل المجموع الكلي للأسر، ونسبة 20.1% من الأسر كان لديها معيلات من الإناث دون وجود شريك،  بينما كانت نسبة 8.7% من الأسر لديها معيلون من الذكور دون وجود شريكة وكانت نسبة 24.3% من غير العائلات. تألفت نسبة 19.8% من أصل جميع الأسر من عدة أفراد يعيشون في نفس المنزل ونسبة 7% كانت تتألف من شخص يعيش بمفرده يبلغ من العمر 65 عاماً أو أكثر. وبلغ متوسط حجم الأسرة المعيشية 3.13، أما متوسط حجم العائلات فبلغ 3.60.
بلغ العمر الوسطي للسكان 28.8 عاماً. وكانت نسبة 34.1% من القاطنين تحت سن الثامنة عشر، وكانت نسبة 10.7% بين الثامنة عشر والرابعة والعشرين عاماً، ونسبة 26.2% كانت واقعةً في الفئة العمرية ما بين الخامسة والعشرين والرابعة والأربعين عاماً، ونسبة 20.9% كانت ما بين الخامسة والأربعين والرابعة والستين، ونسبة 8.1% كانت ضمن فئة الخامسة والستين عاماً فما فوق. وتوزع التركيب الجنسي للسكان بنسبة 50.1% ذكور و49.9% إناث.

## أعلام
- جارد ولز
- فيل هوفمان
- جو بيتمان
- ملفين وايت
- سيدريك ماك
- أندي بين

## وصلات خارجية
- http://www.freeport.tx.us/
- The US50 - Cities and Towns in Texas State